# 腐り姫
『腐り姫〜euthanasia〜』（くさりひめユーサネイジア）は、2002年2月8日にアダルトゲームブランドライアーソフトから発売されたパソコン用のアダルトゲーム。ライアーソフトの第6作目に当たる。サブタイトルの「euthanasia」は安楽死のこと。

## ゲーム概要
一般的にビジュアルノベルやアドベンチャーゲームと呼ばれるジャンルに属する作品だが、このゲームではノベルゲームによく使用される「画像を背景に据え画面全体にテキストを表示、またはテキスト枠+背景に立ち絵を加える」というスタイルにやや手を加え、ワイドスクリーンサイズでカットされた背景にチップキャラクターをはめ込み、画面下部に字幕のようにテキストを表示する事で映画的な演出を試みている（たとえばリビングの食卓に家族が集まった場面は斜め上からの俯瞰）。重要な会話画面ではキャラクターのバストアップが映し出される点は他のゲームと変わらない。
インモラル・ホラーADVと銘打たれた今作はleafの雫、痕、アリスソフトのアトラク＝ナクアなどに代表される伝奇・伝承をストーリーに組み込んだノベルゲームの系譜に連なるものである。シナリオの星空めておによると、コメディ主体の以前のライアーの作品と差別化するため、性描写を重視することにしたそうである。しかし陵辱ゲームのような強姦は芸がなく、同人パロディ的ハーレムゲームだとありがち過ぎるため、和姦でも背徳感のある近親相姦をメインに据える事となった。ただしゲーム本編では、近親相姦を暗示する表現・描写があるのみで、言明されてはいない。発売当時のコンピュータソフトウェア倫理機構の倫理基準を逸脱するためである（『腐り姫読本〜赤雪腐爛草紙〜』より）。
そのテーマ通り、主人公とその家族とが、赤い着物の少女蔵女（くらめ）の登場によって生み出された記憶と現実の綻びから心の隙に滑り込まれ、心身ともに壊れて行く様が描かれている。
舞台となる架空の街「とうかんもり」は、尾瀬、神岡鉱山、尾道、その他軽井沢、伊根、その他複数の街をモデルとしている。主人公の家も古民家再生住宅がモデルであり、これらのチョイスはめておの趣味だという。
本編の設定に笑点のパロディ、盲点というシステムがある。これはストーリーの幕間ごとにたびたび出現し、メインキャラクター達が笑いを込めて討論するシーンではあるがストーリーへの攻略のヒントは全く無い。なお、デフォルト設定では「なし」になっている。
なお、初回版には修正パッチをインストールしないと話が進まなくなる不具合と、体験版には入っていたOPムービーを入れ忘れるという前代未聞のミス（ただし、当時のライアーソフトは「初回限定特典にバグがつく」というくらいバグで有名だったため、ある程度予想されていた）があったため、これらをライアーソフト公式HPよりダウンロードする必要がある。

## ストーリー
父親と妹が謎の死を遂げ、唯一生き延びた主人公は記憶を喪くしていた。
療養のため、義母に連れられて故郷の町とうかんもりに帰った彼は、失った妹に瓜二つの深紅の着物の少女、蔵女と出会う。
取り巻く家族や友人たちは、うわべでは彼の回復を望む一方、何かを隠している。罪の意識を心に潜ませた彼らの闇に忍び込み、甘美な肉欲と狂気の夢を与える蔵女。やがて身も心も崩壊させていく人々。失われた記憶を取り戻すにつれ、家族や友人の真実の姿に苦悩する主人公。それを、全て超越したかにみえる視点で見つめる蔵女。
そして古来より伝承される「腐り姫の伝説」。死んだ家族の影。全ては複雑に絡み合う。薄れた記憶と現実の境界。喪失感と恐怖、そして狂気の葛藤。果てに、赤い雪が降り積もり、世界が死の静寂に包まれる。
全ての記憶を取り戻すまでの、繰り返す4日間。

## 登場キャラクター
簸川五樹（ひのかわ いつき）
主人公の大学生。父と妹が心中した直後に記憶喪失となる。
周囲の期待に応えようと消極的ながら記憶を取り戻そうとしていた。
最愛の妹の面影を持つ蔵女と出会い、自ら真実を求めはじめる。
蔵女（くらめ）
声：YUKI
主人公の前に現れた深紅の着物を着た童女。
神出鬼没で何を考えているのかよくわからず、純真な童女のふりをしているかのように見える。
死んだ樹里に生き写しの外見。
簸川樹里（ひのかわ じゅり）
声：YUKI
主人公の死んだ実妹。
簸川芳野（ひのかわ よしの）
声：かわしまりの
主人公の義理の母。盲目の女性。
家族の精神的支柱。おっとりしている。
簸川潤（ひのかわ じゅん）
声：金田まひる
主人公の義理の妹。通信制の予備校生。ヘッドフォンがトレードマーク。
主人公とは義理の兄妹と言うこともあり、よく衝突している。
伊勢きりこ（いせ きりこ）
声：椎名奏子
生まれつき足の悪い主人公の同級生。自称恋人。
とうかんもりから主人公を連れ戻そうとする。過去の記憶には触れない。
簸川夏生（ひのかわ なつき）
声：西田こむぎ
主人公の従姉で幼馴染。町役場の職員。ざっくばらんな明るい性格。
主人公の記憶を取り戻そうと迫り、一緒に調べ物をしたりする。
山鹿青磁（やまが せいじ）
声：高岡政人
主人公の幼馴染の歯科技工士。帰省中に夏生とともに主人公に会う。

## 解説
- シナリオが繰り返す4日間なのでループしているように思える（いわゆるループもの）。が、記憶が継続しているのは主人公だけであり、状況や他人の記憶や言葉や記憶の違いによる行動の違いによって同じ過程はあっても同じ結果はない。
- 五樹と樹里は異父兄妹。五樹と夏生は異母姉弟。一方で蔵女と樹里は瓜二つだが別人である。
- 本編中で近親相姦は三組行われている。五樹と樹里。五樹の父と樹里。五樹と夏生。本編中では前述のソフ倫規制のため、直接言及されないが、全て「腐り姫読本」にて明らかにされる。
- 本作に影響を与えた作品として星空めておは、「赤い雪」のヴィジュアルは『新世紀エヴァンゲリオン劇場版 Air/まごころを、君に』、終末ものとしてネビル・シュート『渚にて』、近親ものとして二宮ひかる『初恋』などを挙げている。[2]
- また背景中にキャラクターを置く画面構成はエルフの過去作を参考にしている。[3]

## 評価
- 「評価された部分と、そうでない場所がはっきり呈示され、試みは成功した。それなりに話題にもなり、ライアーソフトの看板作品である『行殺☆新選組』につぐヒットとなってくれた」と星空めておが評している[1]。

## 製作スタッフ
- 企画・原案：星空めてお
- 原画・キャラクターデザイン：中村哲也
- 音楽：雑音工房NOISE
- シナリオ：星空めてお、睦月たたら、高尾登山
- 音声：イエローテイル、ロックンバナナ

## 関連商品
- ライアーソフトサウンドトラック第1弾「ぶるま」
- ライアーソフトサウンドトラック第2弾「わらび」
- ライアーソフトサウンドトラック第3弾「しっぽ」
  - いずれもラッセルより発売。上記3枚のアルバムに使用楽曲やアレンジバージョンがいくつか収録されているが、「腐り姫・オリジナルサウンドトラック」と呼べる類のCDは未発売。
- 腐り姫読本〜赤雪腐爛草紙〜
  - 再三の延期を経て、2004年2月にメディアワークスより発売されたムック。各種設定資料に様々なゲストの寄稿やオリジナル・ミニシナリオなどを収録したCDなども付いた豪華なファンブック。当初は電撃姫誌上通信販売限定のはずだったが、とらのあなにて店頭販売される。発売当初は予約せずとも店頭で買える状態が続いたが、再版されなかったため、店頭分が品切れになると一転して入手困難になった。現在、中古市場でプレミアが付いている。
  - 腐り姫読本付録CD-ROM・・・・・・ミニシナリオ『帰省～jamais vu～』・腐り姫体験版・壁紙・着メロなどが収録されている。ミニシナリオは本編開始時の一年前の物語で、生前の樹里が登場する。健昭と芳野の再婚を機に東京からとうかんもりへ帰省した五樹の視点で描かれるショートストーリー。選択肢や分岐はない。
- 廃すくーる☆腐り組
  - ライアーソフトファンクラブ通販特典。非売品。メディアはCD-Rで、DVD用のトールケースに入っている（ジャケット有り）。後期にはCD用のスリムケースに変更になった模様（ジャケット無し）。取扱説明書の類は無し。現在、ファンクラブでの腐り姫の販売が終了しているため、入手不可。中古市場でプレミアが付いている。ミニシナリオ・没曲・壁紙・スクリーンセーバー・目覚ましヴォイスなどが収録されている。ミニシナリオの内容は・・・人気ドラマ『愛のハリケーンミキサー』の映画化が決定したものの、ロケ地であるとうかんもりへ向かうエキストラを乗せたバスが崖から転落。撮影が不可能となってしまい、住人達が臨時のエキストラとして借り出される・・・というもの。本編には登場しない天狗（アマツキツネ）という少女を中心に物語が進行していく。ライアーソフトの他作品のキャラクターも多数登場する。ゲーム中に選択肢あり。
- メッセサンオースペシャルディスク
  - メッセサンオー予約特典。プレスCD-ROMでスリムケース入り（ジャケット無し）。取扱説明書の類は無し。ミニドラマ『腐りシスタープリンセス』・背景画像ギャラリー・店頭用高解像度ムービー・BGMデータmp3・2002年度上半期カレンダー・壁紙などが収録されている。ミニドラマはシスター・プリンセス風の外伝ストーリー。潤と樹里がどちらが五樹に相応しい妹かを競うという内容だが、これに芳野や青磁までもが加わってくる。分岐があり、複数の結末がある。